# Lakeside Provincial Park
Lakeside Provincial Park är en park i Kanada.   Den ligger i provinsen New Brunswick, i den östra delen av landet, 700 km öster om huvudstaden Ottawa. Lakeside Provincial Park ligger 21 meter över havet.
Terrängen runt Lakeside Provincial Park är platt. Runt Lakeside Provincial Park är det mycket glesbefolkat, med 4 invånare per kvadratkilometer.. Närmaste större samhälle är Cambridge-Narrows, 10,6 km söder om Lakeside Provincial Park. 
I omgivningarna runt Lakeside Provincial Park växer i huvudsak blandskog.